# Васил Кузов
Васил Кузов Люзов е български търговец.

## Биография
Васил Кузов е роден на 13 февруари 1882 година в костурското село Бобища, тогава в Османската империя. В края на ХIХ век се заселва във Варна. Участва в Първата световна война като военен писар, ефрейтор в Шестдесети пехотен полк. След войните за национално обединение започва да се занимава с манифактура и търговия на платове, които внася предимно от Англия. На 6 април 1924 година е избран за касиер в настоятелството на Варненското македонско благотворително братство „Вардар“. На 14 декември 1924 година отново е избран за касиер в настоятелството на Братството, което вече носи името „Тодор Александров“. През 1925 година е избран за председател на строителния комитет за изграждането на Македонския културен дом във Варна.
На 10 май 1933 година е избран в управителния съвет на Варненското търговско сдружение. Умира на 8 август 1940 година на стълбите пред входа на Варненската търговска палата.